# 王子涵
王子涵（1989年11月25日—），原名王海榛，香港女演員、電視節目主持人及模特兒，曾為亞洲電視旗下合約女藝員、前無綫電視經理人合約藝員，王子涵家族成員人物分別的父親為導演王晶、母親為丁德君，祖父為已故導演王天林、祖母為梁淑文等。

## 生平
王子涵在香港出生，曾經就讀於香港國際學校，後留學英國修讀時裝設計，是電影監製兼編劇王晶的女兒及已故導演王天林的孫女，家有一姊。姊姊自己開經理人公司，2006年，她在投身電視圈，加入亞洲電視，其後參與演出多部電視劇至2015年，翌年約滿並轉投無綫工作後，同年亦成為她簽署無綫電視合約藝人，於女性清談節目《姊妹淘》當節目主持。
2018年，王子涵再拍攝其父王晶監製的劇集《有個大老千》，飾演一個小老千，為前無綫電視監製梁材遠的常用演員。
2023年8月，王子涵她於社交媒體上宣佈離開無綫電視，結束雙方8年的賓主關係。
王子涵現為富衞保險財務顧問。

## 演出作品

### 電影
| 年份   | 片名           | 角色   |
| 2007年 | 七擒七縱七色狼 | Eleven |
| 2007年 | 甜心粉絲王     | 阿美   |
| 2007年 | 功夫甜心       |        |
| 2008年 | 黑勢力         | 細B    |
| 2010年 | 撕票風雲       | 大孖   |

### 電視劇（無綫電視）
| 首播         | 劇名              | 角色             |
| 2016年       | 火線下的江湖大佬  | 馬巧晴（Nicole） |
| 2017年       | 我瞞結婚了        | 崔美鳳（Aggie）  |
| 2017年       | 賭城群英會        | 辣椒仔           |
| 2019年       | 有個大老千        | 丁小雨（缽仔糕） |
| 2019年       | 廉政行動2019      | 范小可           |
| 2019年       | 丫鬟大聯盟        | 月 望            |
| 2020至2022年 | 愛·回家之開心速遞 | 蔡玉皎（皎皎）   |
| 2022年       | 鐵拳英雄          | 林多采（多多）   |
| 2024年       | 狀王之王          | 小 鳳            |

### 電視節目（無綫電視）
| 年份         | 節目                                  |
| 2008年       | 鐵甲無敵獎門人                        |
| 2009年       | 美女廚房                              |
| 2014年       | 兄弟幫                                |
| 2015至2016年 | 夜宵磨                                |
| 2015至2016年 | 姊妹淘（第二輯） （第319-711集)       |
| 2016年       | 都市閒情－星級寵物駕到                |
| 2016年       | 一綫娛樂                              |
| 2017年       | 星級健康新加坡                        |
| 2018年       | 萬千星輝賀台慶                        |
| 2018年       | 歡樂滿東華                            |
| 2019至2020年 | 搵食飯團                              |
| 2019至2021年 | 姊妹淘（第三輯）（第1-120、232-406集) |

### 電視節目（其他）
| 年份   | 節目                 | 性質   | 備註        |
| 2009年 | 一個地球－英國       | 主持   | now寬頻電視 |
| 2014年 | 我不是明星（第四季） | 參賽者 | 浙江衛視    |

### 電視劇（其他）
| 年份                 | 劇名       | 備註                       |
| 禁播或延至押後播放中 | 哪吒與楊戩 | 與王晶監製，中國大陸電視劇 |

### 音樂錄像
- 2016年：TVB Amazing Summer 2016 主題曲《坐風》

### 廣告
- 2016年：譽宴‧婚宴

## 軼聞
- 她曾於節目《姊妹淘》中表示自己愛收藏球鞋。

## 外部連結
- 王子涵的新浪微博
- Da Wong 王子涵的Facebook專頁
- 王子涵的Instagram帳戶
- 王子涵在香港影庫上的簡介